# پرنسس‌های آستوریاس
پرنسس‌های آستوریاس (اسپانیایی: Princesa de Asturias‎) کسانی اند که به واسطهٔ ازدواج به این عنوان رسیده‌اند.

## فهرست پرنسس‌های آستوریاس
| تصویر | نام                       | تولد            | ازدواج          | تاریخ پرنسس شدن | دلیل پرنسس شدن                 | مرگ            | همسر            |
| ----- | ------------------------- | --------------- | --------------- | --------------- | ------------------------------ | -------------- | --------------- |
|       | کاترین لنکستر             | ۳۱ مارس ۱۳۷۳    | ۱۷ سپتامبر ۱۳۸۸ | ۱۷ سپتامبر ۱۳۸۸ | 9 October 1390 became queen    | ۲ ژوئن ۱۴۱۸    | Henry (III)     |
|       | بلانچ دوم                 | ۴ ژوئن ۱۴۲۴     | ۱۶ اکتبر ۱۴۴۰   | ۱۶ اکتبر ۱۴۴۰   | 27 July 1453 divorce           | ۲ دسامبر ۱۴۶۴  | Henry (IV)      |
|       | Margaret of Austria       | ۱۰ ژانویه ۱۴۸۰  | ۳ آوریل ۱۴۹۷    | ۳ آوریل ۱۴۹۷    | 4 October 1497 husband's death | ۱ دسامبر ۱۵۳۰  | John            |
|       | Maria Manuela of Portugal | ۱۵ اکتبر ۱۵۲۷   | ۱۵ نوامبر ۱۵۴۳  | ۱۵ نوامبر ۱۵۴۳  | ۱۲ اوت ۱۵۴۵                    | ۱۲ اوت ۱۵۴۵    | Philip (II)     |
|       | ماری یکم (انگلستان)       | ۱۸ فوریه ۱۵۱۶   | ۲۵ ژوئیه ۱۵۵۴   | ۲۵ ژوئیه ۱۵۵۴   | 16 January 1556 became queen   | ۱۷ نوامبر ۱۵۵۸ | Philip (II)     |
|       | Elisabeth of France       | ۲۲ نوامبر ۱۶۰۲  | ۲۵ نوامبر ۱۶۱۵  | ۲۵ نوامبر ۱۶۱۵  | 31 March 1621 became queen     | ۶ اکتبر ۱۶۴۴   | Philip (IV)     |
|       | لوییس الیزابت ارلئان      | ۱۱ دسامبر ۱۷۰۹  | ۲۰ ژانویه ۱۷۲۲  | ۲۰ ژانویه ۱۷۲۲  | 14 January 1724 became queen   | ۱۶ ژوئن ۱۷۴۲   | Louis           |
|       | باربارای پرتغال           | ۴ دسامبر ۱۷۱۱   | ۲۰ ژانویه ۱۷۲۹  | ۲۰ ژانویه ۱۷۲۹  | 9 July 1746 became queen       | ۲۷ اوت ۱۷۵۸    | Ferdinand (VI)  |
|       | ماریا لوییزای پارما       | ۹ دسامبر ۱۷۵۱   | ۴ سپتامبر ۱۷۶۵  | ۴ سپتامبر ۱۷۶۵  | 14 December 1788 became queen  | ۲ ژانویه ۱۸۱۹  | Charles (IV)    |
|       | Maria Antonia of Sicily   | ۱۴ دسامبر ۱۷۸۴  | ۴ اکتبر ۱۸۰۲    | ۴ اکتبر ۱۸۰۲    | ۲۱ مه ۱۸۰۶                     | ۲۱ مه ۱۸۰۶     | Ferdinand (VII) |
|       | لتیسیا اورتیس             | ۱۵ سپتامبر ۱۹۷۲ | ۲۲ مه ۲۰۰۴      | ۲۲ مه ۲۰۰۴      | 19 June 2014 became queen      | -              | Felipe (VI)     |